# Форест оф Дийн (община)
Форест ъф Дийн (на английски: Forest of Dean District) е една от седемте административни единици в област (графство) Глостършър, регион Югозападна Англия. Населението на общината към 2010 година е 82 900 жители, разпределени в множество селища на територия от 526.40 квадратни километра. Главен град на общината е Колфорд.

## География
Община Форест ъф Дийн е разположена в северозападната част на графството по границата между Англия и Уелс. На север и северозапад граничи с английските графства респективно Устършър и Херефордшър, а на запад се намира уелското графство Мънмътшър. Югоизточната граница на общината се дефинира от горната част на големия естуар на река Севърн, една от най-големите британски реки.
Името си, общината получава от едноименната географска и историческа област, представляваща гористо плато между реките Севърн и Уай.
Най-северната част на общинската територия, се пресича в посока изток-югозапад от Автомагистрала М50, свързваща районът на Средна Англия с южните урбанизирани територии на Уелс.
Градове на територията на общината:
| селище    | на английски | население |
| --------- | ------------ | --------- |
| Колфорд   | Coleford     | 8666      |
| Синдифорд | Cinderford   | 8476      |
| Нюънт     | Newent       | 5073      |
| Тидънъм   | Tidenham     | 5806      |
| Лидни     | Lydney       | 8960      |
| Мичълдийн | Mitcheldean  | 4539      |